# Elecciones generales de España de 1919
Las elecciones generales de España de 1919 fueron convocadas en medio de una crisis política y económica sin precedentes, celebrándose el 1 de junio de 1919, bajo sufragio masculino. 
Como sucedió en todas las elecciones durante la restauración borbónica en España en estas el resultado estuvo determinado de antemano («encasillado») gracias al sistemático fraude electoral realizado mediante la red caciquil extendida por todo el territorio. En estas elecciones, como en el resto, el gobierno que las convocó las ganó, ya que en el régimen político de la Restauración los gobiernos cambiaban antes de las elecciones y no después como sucedía en los regímenes parlamentarios (no fraudulentos).

## Desarrollo
En total fueron elegidos 409 diputados al Congreso de los Diputados, y el partido más votado fue la coalición de los sectores mauristas y ciervistas del Partido Conservador, dirigido entonces por Antonio Maura. El Partido Socialista Obrero Español, el Partido de Unión Republicana Autonomista (PURA) y la Federación Republicana se presentaron juntos en la Conjunción republicano-socialista, pero solo alcanzaron 15 escaños.
Fue elegido presidente del Congreso Juan Armada, marqués de Figueroa (sustituido el 29 de julio de 1919 por José Sánchez Guerra) y presidente del Senado Manuel Allendesalazar (sustituido más tarde por Joaquín Sánchez de Toca Calvo). El jefe de gobierno continuó siendo Antonio Maura, hasta que el 20 de julio fue nombrado Joaquín Sánchez de Toca Calvo. En diciembre fue obligado a dimitir, y dada la incapacidad de Eduardo Dato para formar gobierno, Alfonso XIII nombró jefe del ejecutivo a Manuel Allendesalazar el 12 de diciembre, quien renunció el 20 de mayo de 1920. El rey volvió a nombrar a Dato y este convocó nuevas elecciones para "hacerse" con una mayoría en las Cortes.
En el laberinto español de Geral Brenan se cuenta que Maura perdió las elecciones, a pesar de trucos como suspender las garantias consitucionales De gastarse 18.000.000 de pesetas de la época La primera vez que un gobierno pierde las elecciones en España. 

## Composición del Congreso de los Diputados tras las elecciones
| ← Elecciones generales de España, 1 de junio de 1919 → |         |                                          |
| Partido                                                | Escaños | Líder                                    |
| Partido Conservador (Mauristas y ciervistas)           | 104/406 | Antonio Maura                            |
| Partido Conservador (Seguidores de Dato)               | 94/406  | Eduardo Dato                             |
| Partido Liberal (Demócratas)                           | 52/406  | Manuel García Prieto                     |
| Partido Liberal (seguidores de Romanones)              | 40/406  | Álvaro Figueroa y Torres Mendieta        |
| Izquierda Liberal (Albistas)                           | 30/406  | Santiago Alba Bonifaz                    |
| Conjunción Republicano-Socialista                      | 15/406  | Álvaro de Albornoz                       |
| Lliga Regionalista                                     | 14/406  | Francesc Cambó                           |
| Unión Monárquica Nacional                              | 6/406   | Alfons Sala i Argemí                     |
| Partido Reformista                                     | 6/406   | Melquíades Álvarez                       |
| Comunión Nacionalista Vasca                            | 5/406   | Ramón de la Sota                         |
| Partit Republicà Català                                | 2/406   | Gabriel Alomar                           |
| Liberales agrarios                                     | 5/406   | Rafael Gasset Chinchilla                 |
| Partido Republicano Radical                            | 4/406   | Alejandro Lerroux                        |
| Liberales partidarios de Alcalá Zamora                 | 4/406   | Niceto Alcalá Zamora                     |
| Comunión Tradicionalista (jaimistas)                   | 4/406   | Pascual Comín                            |
| Federación Monárquica Autonomista                      | 3/406   | Manuel Maria Girona i Fernàndez Maqueira |
| Partido Católico Tradicionalista                       | 3/406   | Juan Vázquez de Mella                    |
| Liberales independientes                               | 3/406   |                                          |
| Partido Agrario Español                                | 2/406   | Diego Martín Veloz                       |
| Nacionalistas republicanos catalanes                   | 2/406   | Francesc Macià                           |
| Partido Integrista                                     | 1/406   | Manuel Senante y Martínez                |
| Partido Republicano Democrático Federal                | 1/412   | Julià Nougués i Subirà                   |
| Regionalistas (aragoneses y leoneses)                  | 2/406   |                                          |
| Independientes                                         | 4/406   |                                          |
| TOTAL                                                  | 406     |                                          |